# Nanosys
Nanosys è un'azienda di nanotecnologie di Palo Alto, California fondata nel 2001.

## Storia
Nanosys è stata fondata da Larry Bock, Charles Lieber e Paul Alivisatos. Successivamente furono raggiunti da Steve Empedocles, Wally Parce e Calvin Chow.
Nanosys sviluppa prodotti basati su una tecnologia che incorpora nanostrutture inorganiche. La sua tecnologia è coperta da circa 650 brevetti, che vengono applicati in molte industrie specializzate in produzione di energia, componenti elettronici, computer e in quelle che si occupano della difesa e delle scienze. Questo portafoglio è il risultato di collaborazioni tra Nanosys e università come il Massachusetts Institute of Technology (MIT), Lawrence Berkeley National Laboratory e Hebrew University, nonché di collaborazioni industriali con aziende tra cui Philips-Lumileds e Life Technologies.
Nanosys ha anche guidato lo sviluppo della tecnologia dei nanofili per applicazioni di celle solari, celle a combustibile e batterie agli ioni di litio, che ha ceduto nel 2013 a una società ora nota come OneD Battery Sciences.
Nell'agosto 2004, Nanosys stava per divenire pubblica. Tuttavia, l'azienda ha ritirato l'offerta dato che il mercato non era buono. Il valore Nanosys è stimato fra i 94 e i 106 milioni di dollari.
Nel settembre 2023, Nanosys è stata acquistata da Shoei Chemical Inc.